# Campus Martius Park
El Campus Martius Park es un parque restablecido en el Downtown de Detroit, Míchigan. Después del incendio de 1805, el Campus Martius (del latín Campo de Marte, donde caminaban los héroes romanos) fue el punto focal de los planes del juez Augustus Woodward para reconstruir la ciudad. Fue nombrado para la plaza principal en Marietta, Ohio, la primera capital del Territorio del Noroeste. Se encuentra adyacente al Cadillac Square Park, construido en 2007. En 1987 se inauguró en sus inmediaciones la estación Cadillac Center del Detroit People Mover.

## Descripción

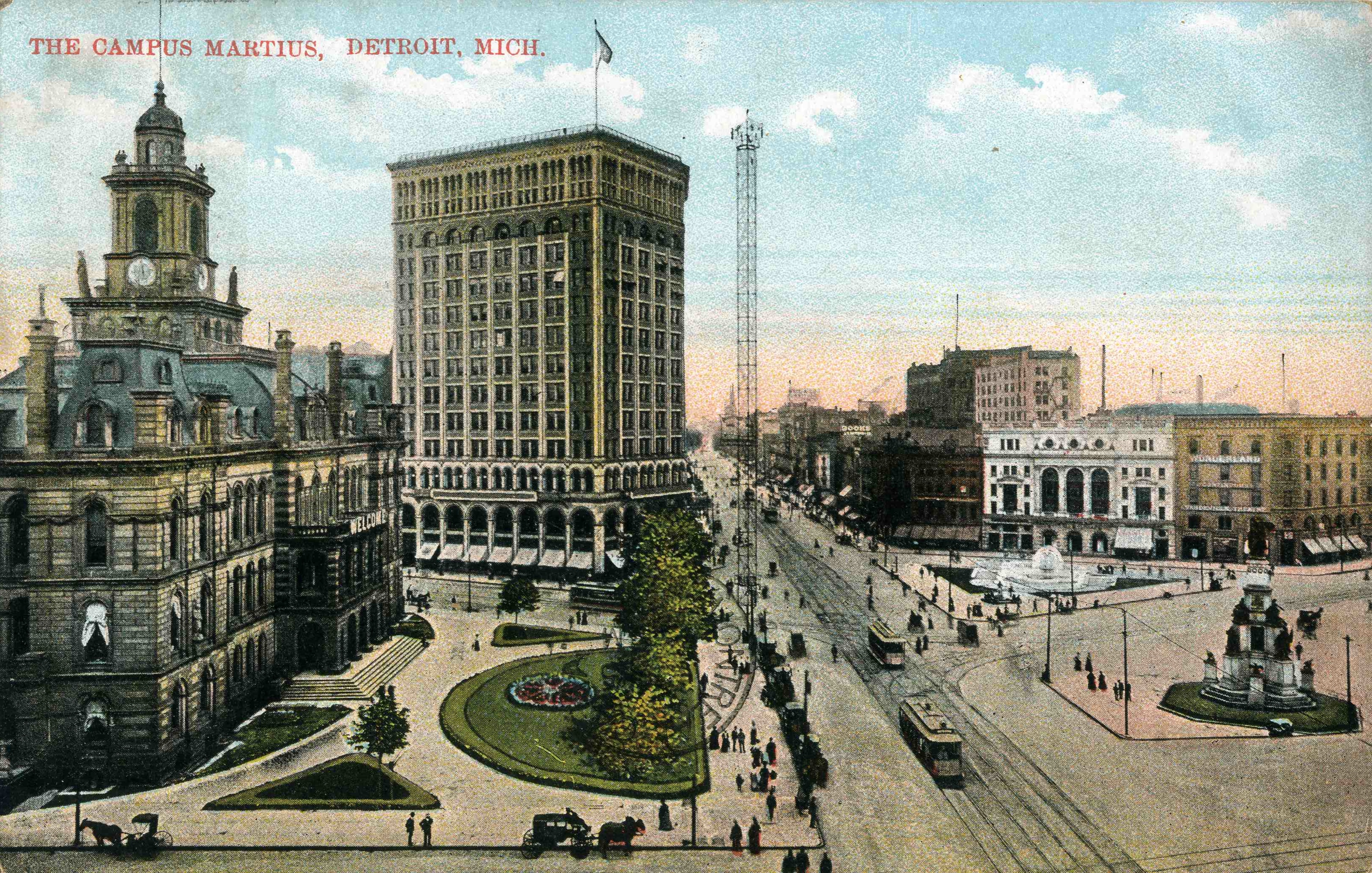
Campus Martius en 1914

Está ubicado en la intersección de las avenidas Woodward y Michigan, cuatro cuadras al sur de Grand Circus Park. El parque original cubría varios acres y era un área de reunión importante para los ciudadanos. Se perdió en la década de 1900, ya que el centro de la ciudad se reconfiguró para acomodar el aumento del tráfico vehicular. La Hart Plaza, a lo largo de la orilla del río, fue diseñado para reemplazar al Campus Martius como un punto de importancia. 
Pero como esta es principalmente de superficie dura, muchos residentes lamentaron la falta de una verdadera zona verde en el centro. Esto llevó a llamadas para reconstruir el Campus Martius, el sitio del Monumento a los soldados y marinos de Míchigan de la era de la Guerra Civil, ubicado frente a la nueva sede de Compuware.
El parque también es donde se encuentra el punto de origen del sistema de coordenadas de Detroit. Siete millas (11 km) al norte de este punto es Seven Mile Road; ocho millas (13 km) al norte es Eight Mile Road, y así sucesivamente. El punto de origen está marcado por un medallón incrustado en la pasarela de piedra. Está situado en el punto occidental del diamante que rodea la Fuente Woodward, justo en frente del edificio de concesión del parque.
Es una de las zonas detroitinas que más ha cambiado del Downtown. Entre los edificios que fueron demolidos a lo largo del siglo XX están el Ayuntamiento de Detroit, el Majestic Building, el primer Pontchartrain Hotel, el Family Theatre, el Hammond Building y la antigua Detroit Opera House.
El nuevo Campus Martius Park se inauguró el 19 de noviembre de 2004 e incluye dos escenarios de actuación, esculturas, espacios públicos y una pista de hielo. Con 4.900 m², es más pequeño que su predecesor, ya que una restauración completa del original habría requerido la demolición de varios edificios. Sin embargo, la ciudad aumentó la cantidad de espacio de parque en el área mediante la construcción del nuevo Cadillac Square Park, que se inauguró en el verano de 2007, inmediatamente al este del Campus Martius. La pista de patinaje está diseñada para parecerse a la pista del Rockefeller Center en Nueva York, pero es de mayor tamaño. Desde su apertura, ha sido operada por Magic Ice USA, Inc. 
El Campus Martius Park es la sede del Motown Winter Blast anual, un evento que atrae anualmente a más de 450.000 personas y se ha convertido en el sitio de la celebración anual de iluminación de árboles de Navidad de la ciudad, que se realizó el lunes antes del Día de Acción de Gracias. Miles vienen a escuchar música navideña y la cuenta regresiva para encender el árbol de Navidad oficial de la ciudad y otras decoraciones para marcar el comienzo de la temporada navideña.